# Club Social y Deportivo Textil Mandiyú
O Club Social y Deportivo Textil Mandiyú, comumente conhecido como Textil Mandiyú, foi um clube de futebol argentino da província de Corrientes, fundado em 22 de dezembro de 1983 e fundido com o Club Deportivo Mandiyú em junho de 2016.
A instituição esportiva disputou diversos torneios nacionais organizados pela Associação Argentina de Futebol (AFA), como o Torneio Federal A, o Torneio Argentino B e a Copa Argentina. Em nível regional disputou partidas oficiais da Liga Correntina de Futebol, onde foi campeã em várias ocasiões.

## História
Em 1993, o presidente do Club Deportivo Mandiyú, Eduardo Seferian, tentou converter a instituição esportiva em Sociedade Anônima como forma de resolver os graves problemas econômicos da instituição, mas a Associação de Futebol Argentino (AFA) não permitiu a transação. Porém, em 1994, um deputado argentino, Roberto Cruz, adquiriu o clube por US$ 2 milhões. Nessa época, Mandiyú contratou Diego Maradona como técnico, e também chamou o goleiro internacional Sergio Goycochea para o time.
O projeto foi um grande fracasso, pois o Mandiyú fez uma campanha decepcionante no Clausura de 1995, sendo rebaixado para a segunda divisão. Sem dirigentes visíveis para administrar o clube e com grandes dívidas que não conseguia pagar, o Mandiyú foi desfiliado da Liga Correntina. O clube foi posteriormente dissolvido.
Em 1998, um grupo de ex-dirigentes e torcedores do Mandiyú decidiu formar um novo clube, originalmente chamado de "Deportivo Textil". A palavra "Mandiyú" foi acrescentada posteriormente, com o intuito de manter a alma do clube original.
Com o passar dos anos, a trajetória do Textil Mandiyú começou na Liga Correntina de Futebol, conseguindo subir de divisão até conquistar uma das vagas do Torneio B Argentino de 2003-04, sendo esta sua primeira participação a nível nacional e a volta do nome "Mandiyú" para um torneio de acesso nacional. Apesar do ótimo desempenho demonstrado na fase de grupos (onde o Clásico del Litoral por sua vez reviveu, contra o Chaco For Ever) Textil não conseguiu esses mesmos resultados nas fases de eliminação direta, sendo eliminado na segunda rodada pelo Candelaria de Misiones.
Apesar de ter conseguido resultado suficiente para permanecer na categoria, a reestruturação do torneio em 2004 permitiu-lhe participar (como os demais times) como "convidado" do Conselho Federal do Futebol Argentino. Nesta temporada o torneio foi dividido em Apertura e Clausura, sendo organizado em 8 grupos de 6 equipes, dos quais os dois primeiros de cada grupo se classificaram para os playoffs e depois para as fases de promoção. No Apertura, o Textil mostrou uma imagem péssima, fechando o Apertura na última colocação da Zona G. Porém, no Clausura conseguiu reverter essa imagem ao vencer o Grupo e se classificar para a segunda fase, onde foi finalmente eliminado pelo Sportivo Patria de Formosa.
Na temporada seguinte, uma nova reestruturação permitiu à Textil partilhar um grupo com várias equipas regionais, com o objetivo de promover o desenvolvimento de diferentes clássicos locais e regionais. Com todos esses ingredientes, a Textil enfrentou rivais clássicos do extinto Deportivo Mandiyú, como Boca Unidos e Chaco For Ever, e estabeleceu novas rivalidades como Sarmiento de Resistencia. Nesta ocasião, o Textil se classificou no Apertura para o segundo turno como guarda do Boca Unidos, porém seria eliminado novamente, desta vez pelo Patronato de Paraná. Em 2016 o clube se fundiu com o Club Deportivo Mandiyú sendo mais uma vez o Mandiyú que representa os “produtores de algodão”.